# Бојан Красић
Бојан Красић (Титова Митровица, 4. јануар 1983) бивши је српски фудбалер.

## Каријера
Красић је из Косовске Митровице 1997. године отишао у Нови Сад и приступио млађим категоријама Војводине. Наредне године је за њим пошао и млађи брат Милош који је први дебитовао у професионалној конкуренцији. Цимери су били с Миланом Степановим и Љубишом Вукељом. Конкуренцију у одбрамбеном делу терена чинили су Јован Танасијевић, Радослав Батак, Роналд Хаби, Милан Степанов, Саша Цилиншек, Жарко Белада, а потом и Бранко Лазаревић те Нино Пекарић. Красић је тако три сезоне провео на позајмицама у другим клубовима. У том периоду је играо за Младост из Лукићева, истоимени клуб из Гацка односно обреновачки Раднички. Након тога је добио прилику и у првом тиму Војводине током сезона 2005/06. и 2006/07. Из Војводине је отишао у ЧСК Пивару из Челарева, а потом је био члан зрењанинског Баната. Касније је прешао у новосадски Пролетер. Био је у саставу тог тима на сусретима с Партизаном у оквиру Купа Србије за сезоне 2009/10. и 2012/13. У два наврата је био и члан Инђије. Играо је за беочински Цемент и касније окончао активну каријеру.